# Wundwin
Wundwin är en kommun i Myanmar.   Den ligger i regionen Mandalayregionen, i den centrala delen av landet, 160 km norr om huvudstaden Naypyidaw. Antalet invånare är 225 718.